# Inge M. Thürkauf
Inge M. Thürkauf (* 21. Mai 1939 als Inge Hugenschmidt) ist eine katholische Publizistin und frühere Schauspielerin.

## Leben und Wirken
Inge Hugenschmidt wuchs in einem protestantischen Elternhaus auf. Durch ihre Heirat mit dem Naturwissenschaftler und Philosophen Max Thürkauf erwarb sie dessen Nachnamen. Sie war als Bühnenschauspielerin an deutschen und Schweizer Theatern sowie in Fernsehfilmen tätig.
Nachdem sie sich zunächst Christian Science und dann der Anthroposophie zugewandt hatte, konvertierte sie 1981 zum Katholizismus und benutzt seither den zweiten Vornamen Maria (abgekürzt „M.“).
In Büchern, Schriften, Bühnenstücken und Vorträgen vertritt Thürkauf eine dem katholischen Traditionalismus nahestehende Weltsicht. Sie propagiert auch eine Verschwörungstheorie über die angeblich von maßgeblichen politischen Kreisen „zur Übernahme des ganzen Planeten“ seit vielen Jahrzehnten geplante und schrittweise umgesetzte Neue Weltordnung in Form einer „ökosozialistischen Diktatur“, als deren Hauptagenten sie die UNO, Grüne Politik und „die neue Ideologie Gender Mainstreaming“ identifiziert.

## Werke
- Ein Feuer, das brennt: Madame Curie und Dorothee von Flüe; zwei Frauen – zwei Welten. Heiligkreuztal: Verl. Aktuelle Texte 1990, ISBN 978-3-921312-42-1, 2. erweiterte Auflage 1996
- Vollendet in kurzer Zeit: Marcel Callo und seine Gefährten. Weilheim-Bierbronnen: Gustav-Siewerth-Akademie 2007, ISBN 978-3-928273-60-2
- „Haben sie mich verfolgt, werden sie auch euch verfolgen.“ Christenverfolgung gestern und heute. Stein am Rhein/Schweiz: Christiana-Verl. 2009, ISBN 978-3-7171-1179-5
- Die Frau, die Liebe und «Humanae vitae». Stein am Rhein: Christiana-Verl. 2010, ISBN 978-3-7171-1194-8
- Der Priester als Mann Gottes im Widerstreit des Zeitgeistes. Stein am Rhein: Christiana-Verl. 2010, ISBN 978-3-7171-1195-5
- Max Thürkauf – Ein unbequemer Mahner. Kritische Gedanken zur modernen Naturwissenschaft und Technik. Verax Verlag 2000, ISBN 3-909065-16-3
- Gender Mainstreaming: Multikultur und die neue Weltordnung. Bobingen: Sarto-Verl. 2013, ISBN 978-3-943858-29-7